# الانتقال الكبير
الانتقال الكبير، تَستخدم المبادرة الانتقالية الكبرى وسابقيها والمجموعة العالمية للسيناريوهات مصطلح الانتقال الكبير لوصف رؤية لمستقبل عالمي عادل ومستدام، وقد صاغ كينيث إيفارت بولدينج في الأصل المصطلح في كتابه "معنى القرن العشرين- الانتقال الكبير 1964"، ويصف فيه التحول من قَبل الحداثة إلى ثقافة ما بعد الحداثة ومسارات العمل الأربعة التي تؤمن أن هذه المنظمات ستسمح للإنسانية إدارة الانتقال الكبير بنجاح.
تشمل عناصر الانتقال الكبير التكافؤ الاجتماعي والقيم البيئية، وتعمل على زيادة الروابط بين البشر وتحسين جودة الحياة وجعل الكوكب صحي، فضلًا عن غياب الفقر والحروب والدمار البيئي، وقد استشهد كلًا من رئيس الوزراء ليونبو جيغمي ثينيلي وجون راين كولينز من مؤسسة الاقتصاد الجديدة ومعهد العاصمة بمفهوم الانتقال الكبير، وقد كان هذا موضوع لمؤتمر المنظمات الأهلية عام 2011 المعني باستراتيجيات المجتمع المدني في لندن.

## التاريخ
تم تقديم مفهوم الانتقال الكبير من خلال هيئة مجموعة السيناريوهات العالمية (GSG)، وهي هيئة دولية من العلماء عقدها معهد تيلوس ومعهد ستوكلهم للبيئة في عام 1995 لفحص المتطلبات من أجل الانتقال إلى مجتمع عالمي مستدام، وقد أُنشأت المجموعة العالمية لسيناريو لوصف وتحليل سيناريوهات خاصة بمستقبل الأرض حيث أنها دخلت المرحلة الكوكبية من الحضارة.

## المبادرة الانتقالية الكبرى
تقوم مبادرة الانتقالية الكبرى بمواصلة تطوير سيناريوهات الانتقال الكبير، أُطلقت المبادرة في عام 2003، وهي شبكة عالمية لعديد من مئات العلماء والمفكرين وقادة المجتمع والنشطاء، يعملون على تطوير الرؤى والطرق من أجل انتقال كبير إلى مستقبل يسوده المساواة والإنصاف والاستدامة البيئية، أُعيد إطلاق المبادرة على شكل جريدة وشبكة مناقشات في عام 2014.